# Karl Rüb

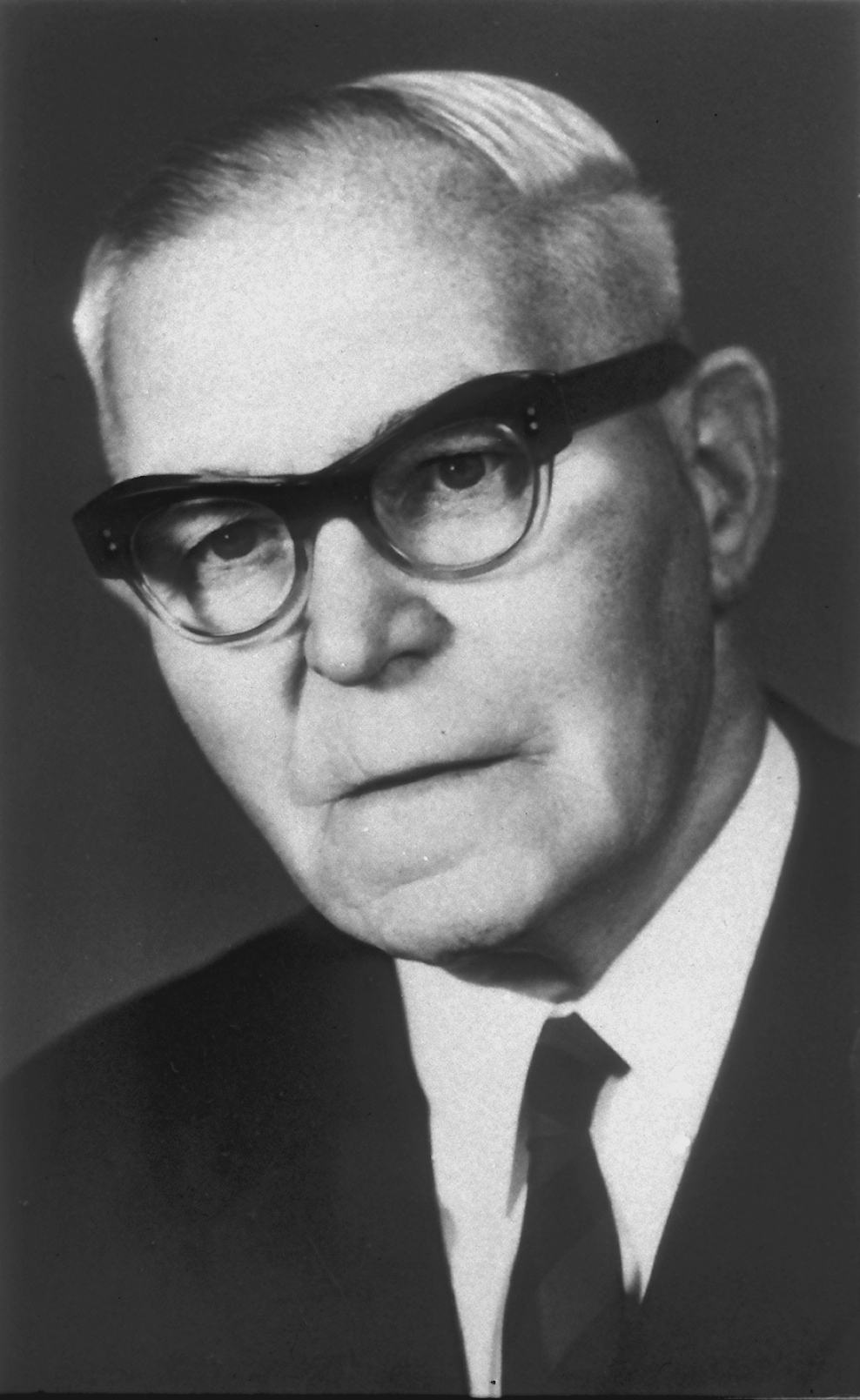
Ingenieur Karl Rüb

Karl Rüb (* 1896 in Lichtental, Bessarabien; † 1970) war ein bessarabiendeutscher Diplom-Ingenieur. 1945 schuf er auf eigene Initiative in Stuttgart ein Hilfswerk für Bessarabien- und Dobrudschadeutsche in Deutschland, die nach dem Zweiten Weltkrieg als Flüchtlinge mittel-  und heimatlos geworden waren.

## Leben
Rüb wurde als Kind eines Gemeinde-Notärs in Bessarabien geboren. Er stammt aus der deutschen Gemeinde Lichtental, die Auswanderer 1834 gegründet hatten. Er besuchte die Wernerschule  in Sarata und das Gymnasium in Odessa. Während des russischen Bürgerkriegs 1918 floh er aus Odessa mit dem Zug nach Westen und kam über München nach Stuttgart. Dort studierte er an der Technischen Hochschule Maschinenbau. Nach dem Abschluss 1926 gründete er ein technisches Handelsunternehmen und übernahm in Rumänien mehrere Generalvertretungen deutscher Firmen für Landmaschinen. Gleichzeitig betätigte er sich als Konstruktionsingenieur. 1935 brachte er als mitarbeitender Ingenieur im größten rumänischen Industrieunternehmen eines seiner Patente zur Serienreife. Zwischen 1939 und 1944 betrieb er eine eigene Firma mit Sitz in der rumänischen Hafenstadt Constanța, die sechs Filialen in Rumänien unterhielt. Er ließ sich 1940 nicht mit anderen Bessarabien- und Dobrudschadeutschen im Rahmen der Aktion „Heim ins Reich“ umsiedeln. Bis zum Näherrücken der Roten Armee blieb er in Rumänien. Beim Einsetzen der sowjetischen Sommeroffensive unter der Bezeichnung Operation Jassy-Kischinew im August 1944 ließ er sein Vermögen zurück und schloss sich deutschen Truppen auf dem Rückzug an. In Wien erhielt er die deutsche Staatsangehörigkeit und ging in den Warthegau zu seiner Schwester, die dort im Rahmen der deutschen Umsiedlungsmaßnahmen als Volksdeutsche angesiedelt worden war. Beim Näherrücken der Roten Armee flüchtete er zunächst in die britische Besatzungszone, um 1945 nach Oberstetten, heute Ortsteil von Hohenstein, zu Verwandten zu gehen. Von dort waren seine Vorfahren etwa 100 Jahre zuvor nach Bessarabien ausgewandert.

## Werk
1945 gründete Rüb das Hilfswerk für evangelische Umsiedler aus Bessarabien und der Dobrudscha (kurz: Hilfswerk für Schwabenumsiedler) mit Sitz in Stuttgart. Er wurde zum Leiter des sogenannten Hilfswerks Rüb, später Hilfswerk für evangelische Umsiedler, mit zeitweise 50 Mitarbeitern ernannt. Die Evangelische Landeskirche Württemberg diente als Träger des Hilfswerks, da die Organisierung nur über eine karitative Einrichtung der Kirche möglich war, denn das Koalitionsverbot der Alliierten ließ keine politischen Zusammenschlüsse im Nachkriegsdeutschland zu Das Hilfswerk integrierte die Umsiedler in Deutschland. Dabei diente es als Anlaufstelle für heimatlose Bessarabien- sowie Dobrudschadeutsche. Es half aufgrund des kriegsbedingten Auseinanderbrechens von Familien bei der Angehörigensuche durch eine Suchkartei, aber auch durch Beratung, Unterkunft und Neuansiedlung. Da viele der etwa 92.000 Bessarabiendeutschen nach Ende des Zweiten Weltkriegs in anderen alliierten Besatzungszonen gestrandet waren, organisierte Rüb für etwa 15.000 Personen den Zuzug in ihre Urheimat in Württemberg. 1946 integrierte sich sein Hilfswerk in das neu gegründete Hilfskomitee der Ev.-luth. Kirche aus Bessarabien und die Landsmannschaft der Bessarabiendeutschen. Rüb gab 1951 alle Ämter auf und nahm seine berufliche Tätigkeit wieder auf, indem er ein Konstruktions- und Treuhandbüro gründete.